# Thức ăn truyền thống

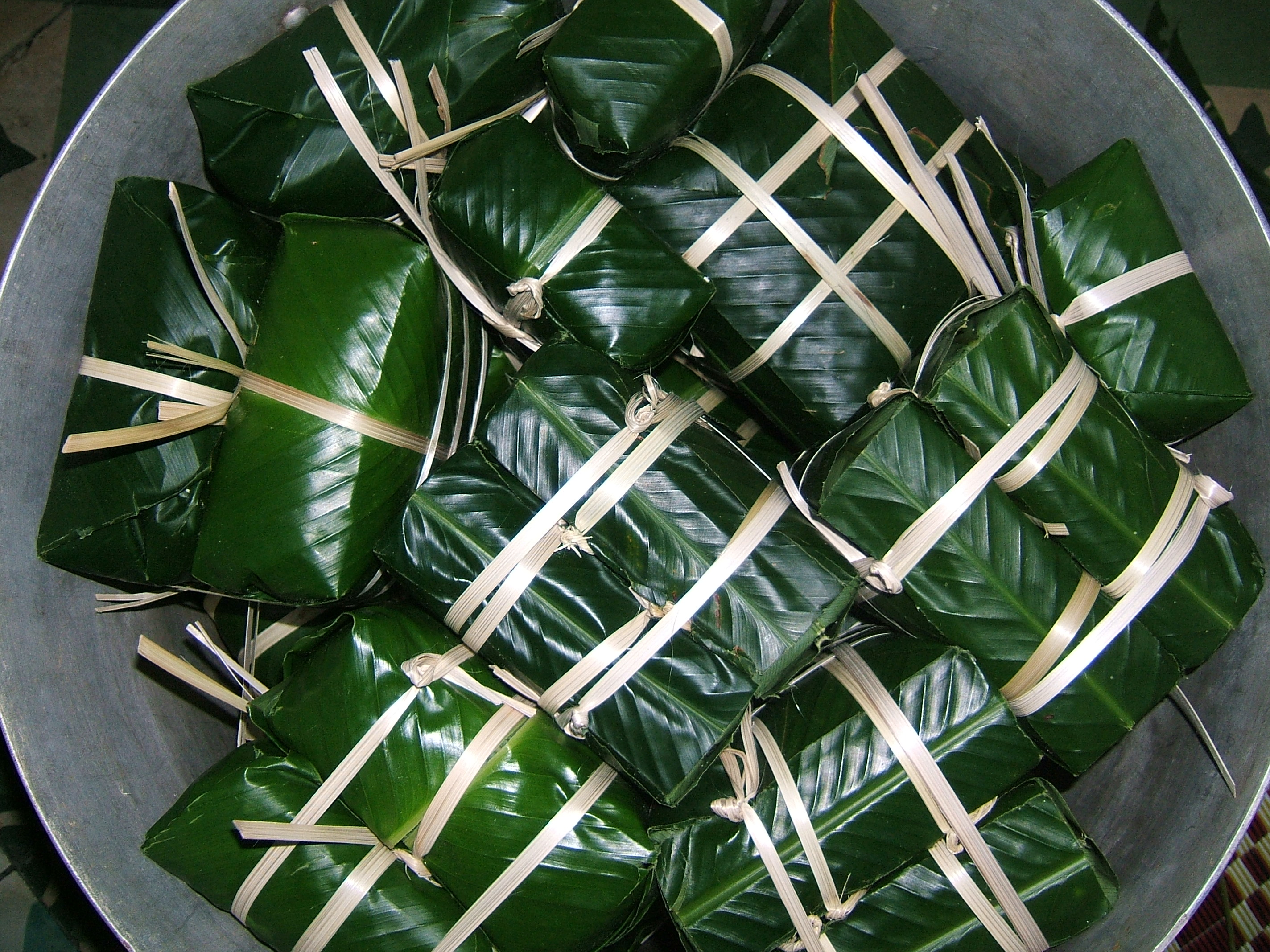
Bánh chưng, thức ăn truyền thống của người Việt qua nhiều thế hệ, đặc biệt là mỗi dịp Tết đến

Thức ăn truyền thống hay thực phẩm truyền thống (Traditional food) là những thức ăn, thực phẩm và món ăn được lưu truyền qua nhiều thế hệ hoặc đã được người ta ăn uống qua nhiều thế hệ. Thực phẩm và món ăn truyền thống có bản chất truyền thống và có thể có tiền lệ lịch sử trong món ăn đại diện quốc gia (Quốc yến), ẩm thực vùng miền hoặc ẩm thực địa phương.
Thực phẩm và đồ uống truyền thống có thể được sản xuất dưới dạng tự làm (thức ăn nhà làm, bữa ăn gia đình), chế biến từ các nhà hàng, cửa tiệm, quán ăn và cũng như những cơ sở chế biến thực phẩm quy mô. Một số thực phẩm truyền thống có chỉ dẫn địa lý và đặc sản truyền thống ở Liên minh châu Âu được chỉ định theo chương trình chỉ dẫn địa lý và đặc sản truyền thống của Liên minh châu Âu: Chỉ dẫn xuất xứ được bảo hộ (PDO), Chỉ dẫn địa lý được bảo hộ (PGI) và Đặc sản truyền thống được đảm bảo (TSG). Các tiêu chuẩn này nhằm quảng bá và bảo vệ tên tuổi của các sản phẩm nông nghiệp và thực phẩm chất lượng cao